# Touch (sèrie de televisió)
Touch és una sèrie de televisió estatunidenca sobrenatural creada i escrita per Tim Kring per la cadena Fox Broadcasting Company. És protagonitzada per Kiefer Sutherland i debutà a Fox el 25 de gener de 2012, abans de començar amb l'emissió regular el 22 de març de 2012. Es va projectar produir 13 episodis per a la primera temporada, i el 31 de maig de 2012 fou el final de temporada amb dos episodis.Fox anuncià la renovació de la sèrie per una segona temporada el 9 de maig de 2012. La sèrie va emetre el seu últim episodi el 10 de maig de 2013 després de ser cancel·lada per la mateixa cadena.

## Repartiment

### Repartiment principal
- Kiefer Sutherland com Martin Bohm: un ex periodista i actual controlador d'equipatges. La seva dona va morir en els atemptats de l'11 de setembre de 2001.[1]
- Gugu Mbatha-Raw com Clea Hopkins: una treballadora social a qui envien a fer una avaluació de les condicions de vida dels Bohm.[8]
- David Mazouz és Jacob «Jake» Bohm: un nen autista que està obsessionat amb les números i pot predir events futurs.[9]
- Danny Glover com el professor Arthur Teller: un expert en nens que posseeixen dons especials quan es relacionen amb números.[10]

### Repartiment recurrent
- Roxana Brusso com Sheri Strapling: directora del centre al que assisteix Jake.[11]

## Episodis
| Temp.   | Episodis | Dia d'emissió | Emissió original | Emissió original               | Llançament en DVD  | Llançament en DVD | Llançament en DVD |
| Estrena | Final    | Regió 1       | Regió 2          | Regió 4                        |                    |                   |                   |
| ------- | -------- | ------------- | ---------------- | ------------------------------ | ------------------ | ----------------- | ----------------- |
|         | 1        | 12            | Dijous, 21:00    | 25 de gener de 2012            | 31 de maig de 2012 | No disponible     | 1 d'abril de 2013 |
|         | 2        | No disponible | Divendres, 20:00 | Divendres 26 d'octubre de 2012 | No disponible      | No disponible     | No disponible     |

## Postproducció
«Three Little Birds», cantada per Kayla Graham (Karen David), fou llançada com el senzill de la banda sonora a través d'iTunes por 20th Century Fox TV Records el 28 de febrer de 2012.

## Distribució internacional
| País                                                          | Canal            | Data d'estrena                                                  |
| ------------------------------------------------------------- | ---------------- | --------------------------------------------------------------- |
| Alemanya                                                      | Pro 7            | 27 d'febrero de 2012 (episodi pilot) 26 de març de 2012 (resta) |
| Austràlia                                                     | Network Ten      | 22 d'abril de 2012                                              |
| Àustria                                                       | ORF eins         | 27 de febrer de 2012 (episodi pilot) 26 de març de 2012 (resta) |
| Canadà                                                        | Global           | 22 de març de 2012                                              |
| R.P. de la Xina · Indonèsia · Malàisia · Singapur · Tailàndia | FOX Asia         | 25 de març de 2012                                              |
| Croàcia                                                       | FOX Life         | 22 de març de 2012                                              |
| Dinamarca                                                     | TV 2             | Desconegut                                                      |
| Espanya                                                       | FOX              | 22 de març de 2012                                              |
| Filipines                                                     | Jack TV/Chase    | 18 de març de 2012                                              |
| Grècia                                                        | FX               | 22 de març de 2012                                              |
| Índia                                                         | STAR World India | 24 de març de 2012                                              |
| Irlanda · Regne Unit                                          | Sky1             | 20 de març de 2012                                              |
| Israel                                                        | Yes Action       | 28 de març de 2012                                              |
| Itàlia                                                        | FOX              | 20 de març de 2012                                              |
| Noruega                                                       | TV 2             | 19 de març de 2012                                              |
| Nova Zelanda                                                  | TV3              | 25 de març de 2012                                              |
| Polònia                                                       | FOX              | 26 de març de 2012 (2 hores d'estrena)                          |
| Llatinoamèrica                                                | Canal FOX        | 19 de març de 2012                                              |
| Portugal                                                      | FOX              | 20 de març de 2012                                              |
| Macedònia del Nord                                            | Fox Life         | 27 de març de 2012                                              |
| Rússia                                                        | Channel One      | 25 de març de 2012                                              |
| Turquia                                                       | Fox Life         | 20 de març de 2012                                              |